# Zdołbunów
Zdołbunów (ukr. Здолбунів, Zdołbuniw, ros. Здолбунов, Zdołbunow) – miasto na zachodniej Ukrainie, w obwodzie rówieńskim, siedziba rejonu zdołbunowskiego.
Od 1 stycznia 1925 do II wojny światowej siedziba powiatu zdołbunowskiego.

## Historia

Przedwojenny herb

Pierwsza wzmianka historyczna pojawia się w 1497 roku. W 1569 roku włączone do Korony. Leżało w województwie wołyńskim prowincji małopolskiej. Po rozbiorze w 1793 – w zaborze rosyjskim. W pierwszej połowie XIX wieku wioska należała do rodziny Dubieńskich, później książąt Lubomirskich. W latach 1919–1939 ponownie należał do Polski.
Od 12 października 1931 do 1939 burmistrzem miasta był Stanisław Żurakowski. W 1937 roku w mieście stacjonowało dowództwo Pułku KOP „Zdołbunów”.
Między wrześniem 1939 a czerwcem 1941 pod okupacją sowiecką, następnie pod okupacją niemiecką. W tym czasie pod względem liczby ludności miasto było zdominowane przez Ukraińców i Polaków; Żydzi byli w mniejszości (około 1,5 tys. osób). Okupacja niemiecka przyniosła zagładę ludności żydowskiej. Pierwsza akcja eksterminacyjna odbyła się 7 sierpnia 1941, zginęło w niej według różnych źródeł 380–450 Żydów. Według Władysława i Ewy Siemaszków zbrodnia odbyła się dzień później i pochłonęła ponad 200 ofiar, w tym 22–30 Polaków i kilkunastu Rosjan. Według nich ofiary zostały wybrane przez Ukraińców, a egzekucji dokonało SS. W czerwcu 1942 roku Niemcy utworzyli w Zdołbunowie getto, do którego dosiedlono także Żydów z okolicznych wsi. Getto zostało zlikwidowane 13 października 1942; Żydów w liczbie około 1,7 tys. doprowadzono pod wieś Staromylsk i tam rozstrzelano. Zbrodni dokonywało Sicherheitsdienst z Równego przy udziale niemieckiej żandarmerii i ukraińskiej policji. Polacy Halina Kostańska, Franciszek i Sabina Celedowie oraz Jan i Helena Plećkowie nieśli pomoc Żydom w Zdołbunowie, za co po wojnie Instytut Jad Waszem uhonorował ich tytułami Sprawiedliwych wśród Narodów Świata.
Podczas rzezi wołyńskiej do Zdołbunowa ściągali polscy uchodźcy z eksterminowanych wiosek liczący na ochronę załogi niemieckiej. UPA nie dokonała ataku na miasto.
Miasto zostało ponownie zajęte przez Armię Czerwoną 3 lutego 1944. W latach 1945–1991 w Ukraińskiej SRR, po roku 1991 należy do Ukrainy.

## Sport
Przed wybuchem II wojny światowej w mieście istniał klub sportowy KPW Zdołbunów.

## Galeria

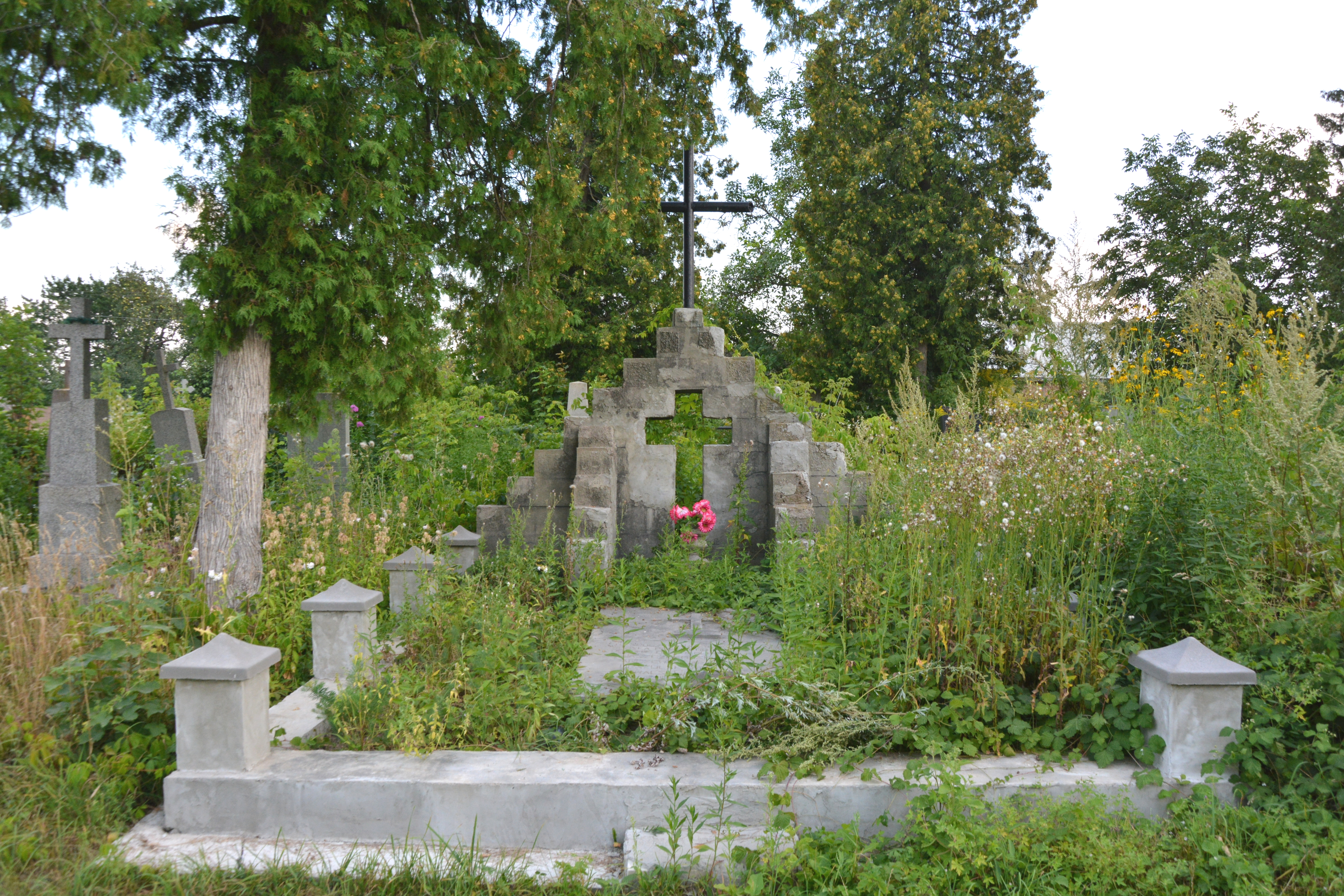
Bracka mogiła polskich żołnierzy na cmentarzu komunalnym
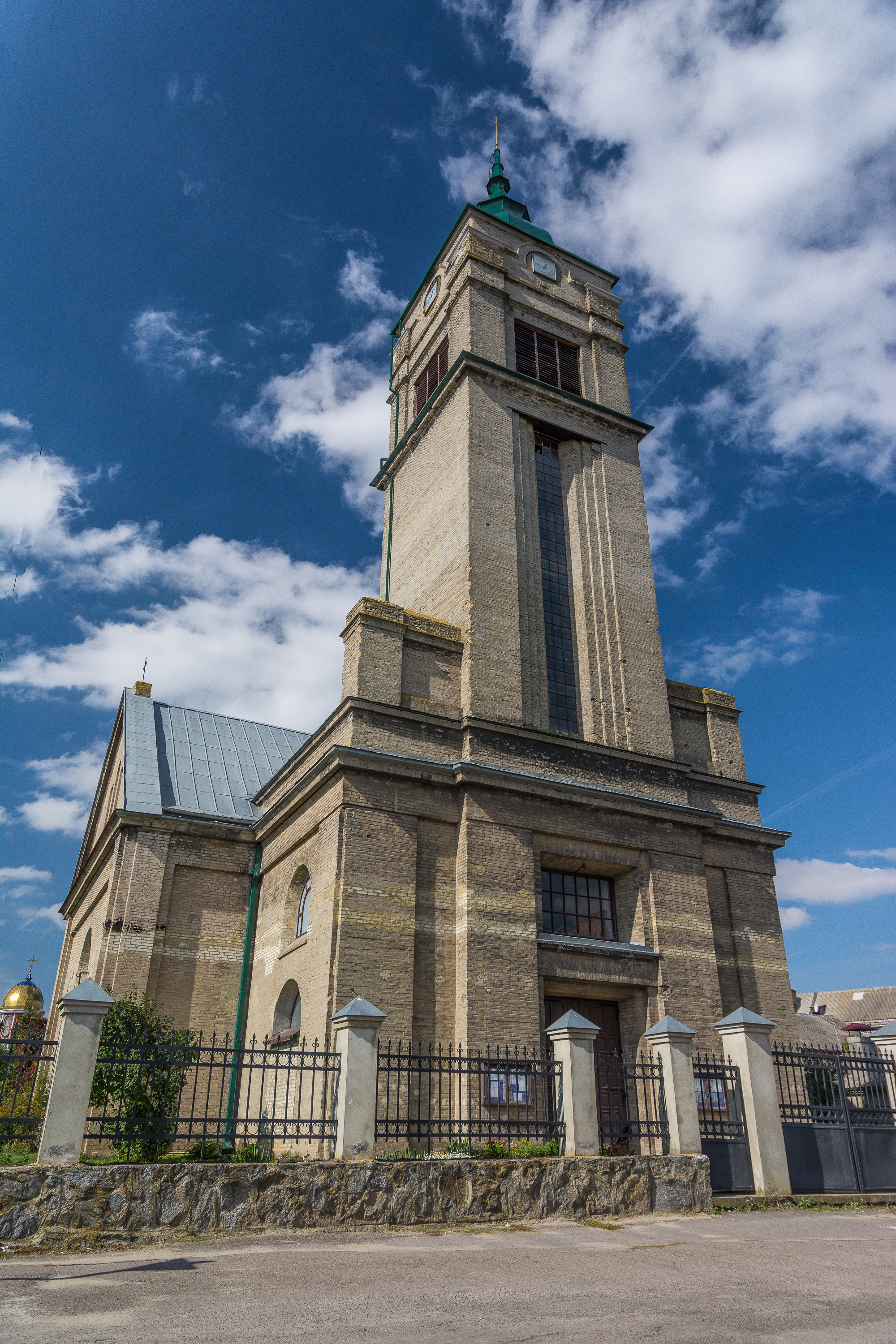
Kościół śś. Piotra i Pawła
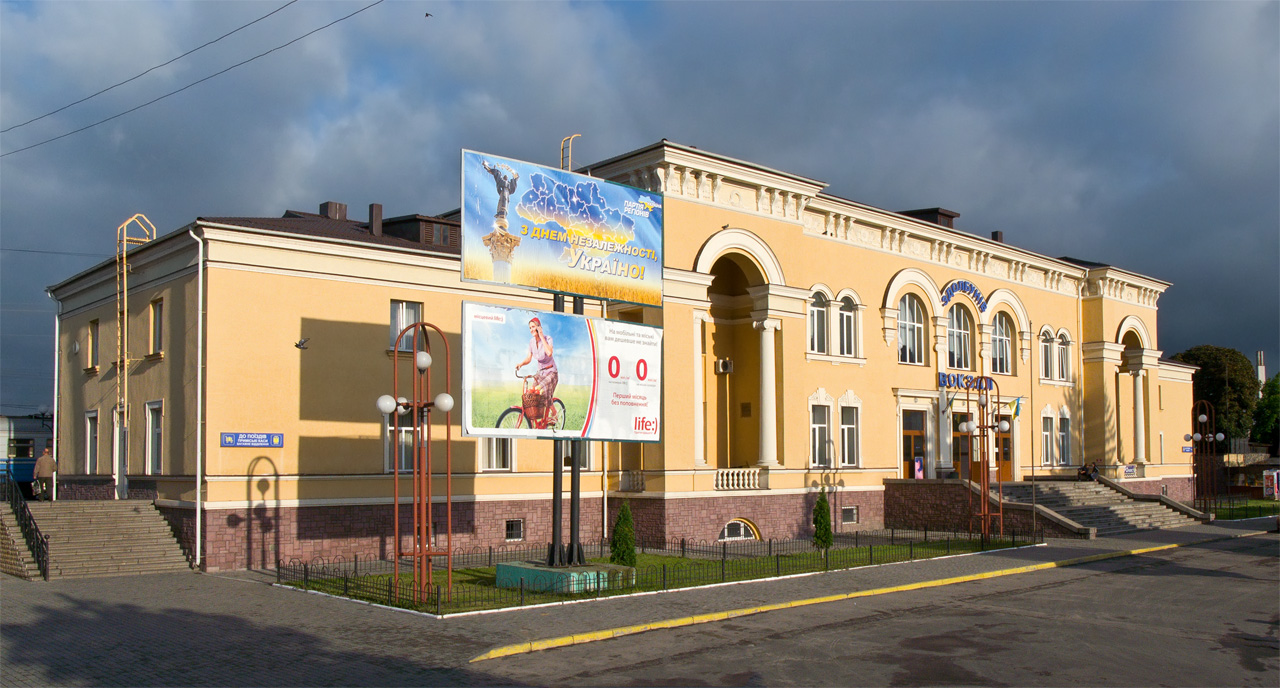
Dworzec kolejowy

## Ludzie urodzeni w Zdołbunowie
- Marian Cieślak – poseł na Sejm PRL VII kadencji
- Gustaw Ejsmont – polski inżynier i urzędnik
- Stanisław Fijałkowski – wybitny współczesny polski malarz i grafik związany od lat 40. z Łodzią
- Zofia Kalisz – posłanka na Sejm PRL VIII kadencji
- Tomasz Terlecki – polski marynarz, kapitan żeglugi wielkiej
- Teresa Tutinas – polska piosenkarka
- Romuald Wernik – polski pisarz, publicysta, działacz polonijny, działacz kresowy
- Mieczysław Wilczewski – polski kolarz szosowy, zwycięzca Tour de Pologne
- Wiktor Zatwarski – polski piosenkarz i aktor